# Catarata
Catarata é uma opacificação do cristalino do olho, com ou sem diminuição da capacidade visual. Pode afetar um ou ambos os olhos e é frequente desenvolver-se lentamente. Os sintomas podem incluir visão desfocada, diminuição de sensibilidade às cores, halos à volta das luzes, dificuldade em observar luzes brilhantes e dificuldade em ver durante a noite. Isto poderá afetar a condução, leitura, ou reconhecimento de rostos. A diminuição da capacidade visual pode também aumentar o risco de acidentes e depressão. As cataratas são a causa de metade dos casos de cegueira e de um terços dos casos de incapacidade visual em todo o mundo.
As cataratas são formadas por depósitos de proteínas ou pigmentos amarelados no cristalino, que diminuem a transmissão de luz para a retina na parte de trás do olho. A maior parte dos casos de cataratas deve-se ao envelhecimento da pessoa, mas a doença pode também ter origem em traumas ou exposição à radiação, estar presente desde o nascimento ou ocorrer na sequência de uma cirurgia ocular ou de outros problemas. Entre os fatores de risco estão a diabetes, fumar, a exposição prolongada à luz do sol e o consumo de bebidas alcoólicas. O diagnóstico é realizado através de um exame ocular.
As medidas de prevenção incluem o uso de óculos de sol e deixar de fumar. Na fase inicial os sintomas podem ser aliviados com o uso de óculos. Quando os óculos não resultam, o único tratamento eficaz é uma cirurgia para remover o cristalino opaco e substituí-lo por uma lente artificial. A cirurgia só é necessária nos casos em que as cataratas causam problemas. A cirurgia geralmente melhora a qualidade de vida. No entanto, em muitos países não é facilmente acessível, principalmente para mulheres, para pessoas que vivem no meio rural e para pessoas que não conseguem ler.
Em todo o mundo há cerca de 20 milhões de pessoas com cegueira provocada por cataratas. A doença é a causa de 5% dos casos de cegueira nos Estados Unidos e de cerca de 60% em partes de África e da América do Sul. A cegueira causada por cataratas afeta entre 10 a 40 em cada 100 000 crianças nos países em vias de desenvolvimento e entre 1 a 4 em cada 100 000 nos países desenvolvidos. As cataratas tornam-se mais comuns com a idade. Nos Estados Unidos, cerca de metade das pessoas com 80 anos apresenta cataratas.

## Sinais e sintomas

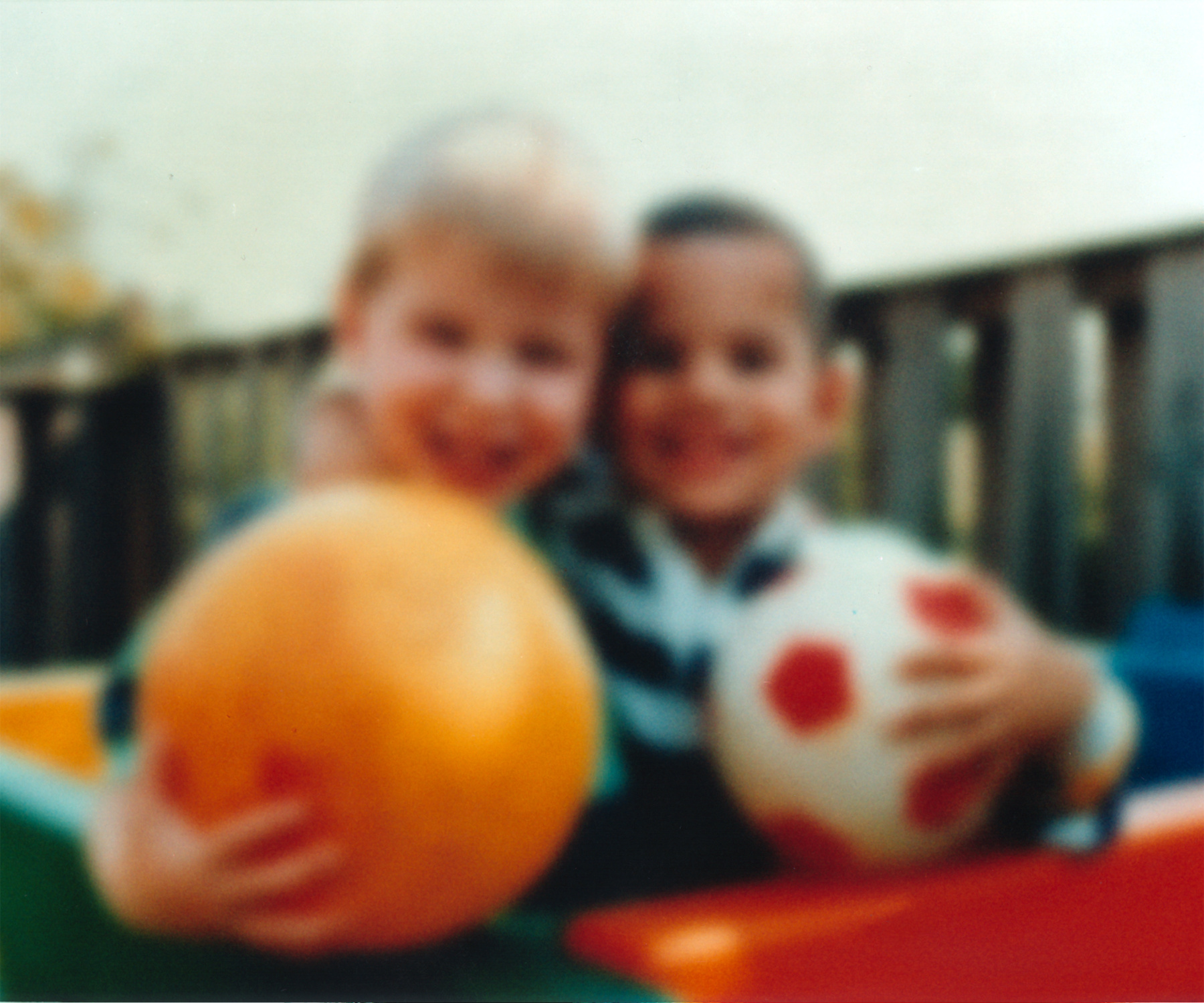
Visão com catarata avançada.

Começa sem perda visual perceptível porque evolui sutilmente ao longo dos anos. Apenas casos avançados tem sinais facilmente perceptíveis. Os sintomas de catarata incluemː
- Visão nublada, turva ou fraca;
- Dificuldade crescente com visão à noite;
- Sensibilidade à luz e brilho;
- Necessidade de luz mais brilhante para leitura e outras atividades;
- Ver "halos" ao redor das luzes;
- Alterações frequentes na prescrição de óculos ou lentes de contato;
- Desbotamento das cores;
- Visão dupla em um único olho.

## Tipos
- Catarata subcapsular posterior: ocorre na parte de trás da lente. Afetam principalmente pessoas com diabetes ou tomando altas doses de esteroides.
- Catarata nuclear: fica na zona central (núcleo) da lente. Este tipo de catarata está associado principalmente ao envelhecimento.
- Catarata cortical: caracterizada por opacidades brancas em forma de cunha que começam na periferia da lente e se estendem radialmente até o centro. Causada por mudança na hidratação e composição iônica das fibras da corteza. Eventualmente pode avançar até o núcleo causando cegueira.

## Causas
A maioria das cataratas se desenvolve quando o envelhecimento ou lesão no olho altera o tecido que compõe a lente do olho. Alguns distúrbios genéticos hereditários que causam outros problemas de saúde podem aumentar o risco de catarata. A catarata também pode ser causada por outras condições oculares, cirurgia ocular passada ou condições médicas, como diabetes e hipertensão. O uso prolongado de medicamentos como esteroides ou amiodarona também pode causar o desenvolvimento de catarata. Além disso, diversas doenças congênitas causam catarata ao nascer, como as trissomias, Síndrome de Turner, galactosemia e neurofibromatose tipo 2.

### Fatores de risco
Fatores que aumentam o risco de catarata incluemː
- Idade avançada;
- Diabetes mellitus;
- Excessiva exposição à luz solar;
- Fumar;
- Obesidade;
- Pressão alta;
- Lesão ocular prévia ou inflamação;
- Cirurgia ocular anterior;
- Uso prolongado de medicamentos corticosteroides;
- Beber quantidades excessivas de álcool;
- Falta de vitamina C;[13]
- Trissomias (Down, Patau, Edwards).

## Prevenção
Medidas importantes para evitar o surgimento e recorrências incluemː
- Dieta rica em frutas e legumes, rica em vitamina C e E, e evitando carnes reduz em 40% o risco de catarata;[15]
- Não fumar e consumir álcool com moderação;
- Exames oftalmológicos regulares, de 4 em 4 anos sem doenças crônicas e mais frequentes em casos de diabéticos e hipertensos;
- Óculos de sol que protejam contra UVB em dias ensolarados;
- Controle da glicemia e pressão arterial.

## Tratamento
Quando seus óculos não conseguem resolver o problema de visão, o único tratamento eficaz para a catarata é uma rápida cirurgia, acordado, com anestesia local, sem hospitalização, apenas na lente do olho afetado. Se ambos olhos estão afetados a cirurgia é em um olho de cada vez. É desconfortável por dias e demora várias semanas para curar completamente.